# Marc Lemaire (Grasskiläufer)
Marc Lemaire (* 1976) ist ein belgischer Alpin- und Grasskiläufer. Er nahm an der Grasski-Weltmeisterschaft 2009 teil und gewann 2010 seine ersten Punkte im Grasski-Weltcup. Im Alpinen Skisport gelangen ihm bisher keine größeren Erfolge.

## Karriere

### Ski Alpin
Marc Lemaire nimmt seit dem Winter 2000/2001 an FIS-Rennen und seit 2002 auch an den belgischen Meisterschaften teil. Hauptsächlich startet er im Slalom und im Riesenslalom, seltener auch im Super-G. Ins Spitzenfeld fuhr der Belgier noch nie, bisher ist ein 25. Platz im Slalom von Flaine am 28. Januar 2002 sein bestes Ergebnis in einem FIS-Rennen.

### Grasski

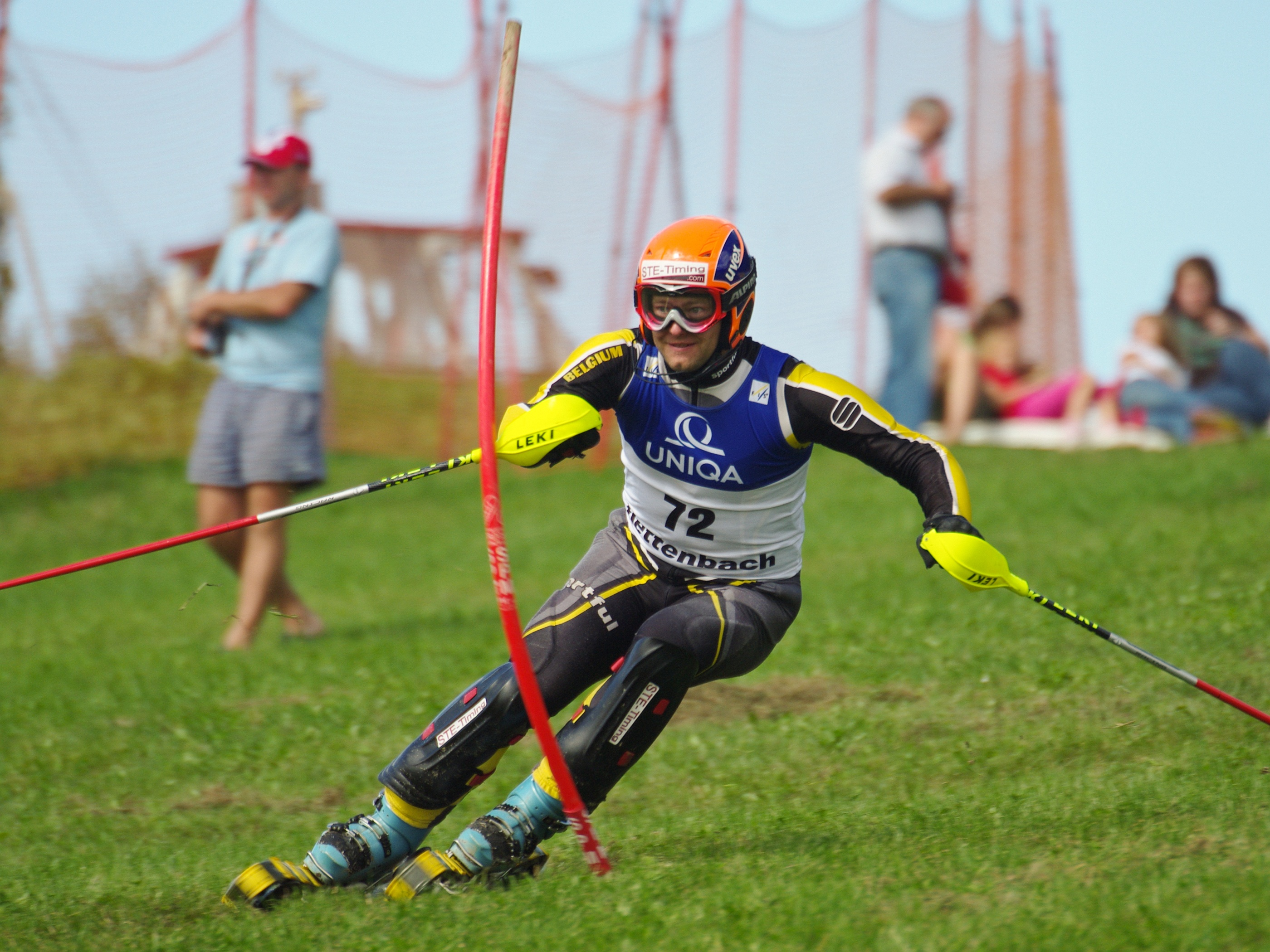
Marc Lemaire im Slalom der Weltmeisterschaft 2009

Seit 2008 ist Marc Lemaire neben dem Alpinen Skisport auch als Grasskiläufer aktiv. Er ist in einer Trainingsgemeinschaft mit dem TV Floß und trainiert dort mit dem deutschen Grasskiläufer Franz Seiz. Im Deutschlandpokal erzielte Marc Lemaire 2008 den dritten und 2009 den vierten Gesamtrang in der Altersklasse Herren (30 Jahre und älter). Im Juli 2009 nahm er im tschechischen Čenkovice zum ersten Mal an Weltcuprennen teil. Allerdings blieb er in diesen beiden Slaloms ohne Ergebnis: Im ersten schied er aus und im zweiten wurde er disqualifiziert. Weitere Weltcuprennen bestritt er in der Saison 2009 nicht, doch er nahm als einziger Sportler für Belgien an der Weltmeisterschaft 2009 im österreichischen Rettenbach teil. Dort erzielte er als 26. im Slalom, 31. in der Super-Kombination und 48. im Super-G nur Platzierungen im Schlussfeld und fiel im Riesenslalom aus. In der Saison 2010 nahm Marc Lemaire neben zwei Rennen im Deutschlandpokal an den FIS- und Weltcupslaloms in Faistenau teil. Während er im FIS-Slalom disqualifiziert wurde, erreichte er im Weltcupslalom als Vorletzter den 17. Platz und gewann damit seine ersten und bisher einzigen Weltcuppunkte, womit er 53. im Gesamtweltcup wurde. In den Saisonen 2011 und 2012 nahm Lemaire an keinen Grasski-Wettkämpfen teil.

## Erfolge (Grasski)

### Weltmeisterschaften
- Rettenbach 2009: 26. Slalom, 31. Super-Kombination, 48. Super-G

### Weltcup
- Eine Platzierung unter den besten 20